# Olešná (Beroun)
Olešná é uma comuna checa localizada na região da Boêmia Central, distrito de Beroun.